# Das kleine Hofkonzert (1948)
Das kleine Hofkonzert ist ein nach einer Vorlage von Paul Verhoeven und Toni Impekoven gedrehter deutscher Farbspielfilm aus dem Jahre 1944 mit Elfie Mayerhofer und Hans Nielsen in den Hauptrollen. Als Überläufer gelangte er erst 1949 in die deutschen Kinos.

## Handlung
Der Film spielt irgendwo in Deutschland zur Biedermeierzeit. Christine Holm will nach dem Tode ihrer Mutter nicht länger auf dem Lande versauern. Deswegen packt sie ihre Siebensachen und macht sich auf in die nächstgelegene Residenzstadt. Hier möchte sie nicht nur als Sängerin Erfolge feiern, sondern zugleich ihren Vater suchen, den sie bisher noch nie gesehen hat. An der Grenzstation des Duodezfürstentums herrscht dichtes Gedränge, der schmucke Leutnant von Arnegg kontrolliert Christines Papiere. Als er sie sieht, ist es sofort um ihn geschehen: er ist verliebt. Um ihre Anwesenheit in vollen Zügen genießen zu können, lässt sich Arnegg bei der Kontrolle besonders viel Zeit, was allmählich die Geduld der Mitreisenden strapaziert. Vor allem der forsche Kommissionsrat Zunder mahnt zur Eile und bricht mit dem Leutnant einen Streit vom Zaun, worauf dieser ihn, Zunder, nun besonders scharf kontrolliert. Und tatsächlich: Er findet bei dem feinen Herrn Schmuggelware! Anstatt nunmehr kleinlaut zu werden, droht Zunder Arnegg an, ihm dies irgendwann einmal heimzuzahlen.
Gleich am darauf folgenden Tag setzt sich der Konflikt zwischen den beiden Herren im Lokal zum „Silbernen Mond“ fort, denn Zunder hat in aller Öffentlichkeit nicht nur naserümpfend Christines uneheliche Abstammung erwähnt, sondern sie überdies noch eine „zweifelhafte“ Person genannt. Ganz Chevalier der alten Schule, will Arnegg Christines guten Ruf wiederherstellen und fordert von Zunder Genugtuung. Der aber ist nicht im Mindesten gewillt, sich bei der Dame zu entschuldigen, und sieht jetzt die Gelegenheit, die Rechnung von gestern mit Arnegg zu begleichen. Er informiert Arneggs Vorgesetzten, Oberst Flumms, über den Sachverhalt und fordert sogleich Beistand. Arnegg sieht seine letzte Chance zur Ehrenrettung darin, dass er Christine Holm kurzerhand zu seiner Braut macht. Dass sie zu ihm gehört, unterstreicht Christine mit einem spontan gegebenen Kuss. Von Juniors Heiratsplan ist wiederum Arneggs Vater, der als Hofmarschall in Diensten des hochwohllöblichen Fürsten steht, ganz und gar nicht begeistert, denn allmählich droht diese Affäre zum Gespräch der gesamten Residenzstadt zu werden.
Bald verhärten sich endgültig die Fronten: Arnegg junior steht weiterhin zu „seiner“ Christine und seine Durchlaucht höchstselbst weist, nachdem ihm seine Lakaien zugetragen haben, dass es sich bei jener Dame Christine um eine Seiltänzerin handeln solle, die Nachwuchssängerin kurzerhand aus seinem Herrschaftsbereich aus. Zu Christines großem Glück hat die eingeladene Sängerin, die im Rahmen des anstehenden Hofkonzertes auftreten sollte, abgesagt. Nun ist guter Rat teuer. Ein höfisches Faktotum versucht Christine zurückzubeordern, doch die ist anfänglich noch beleidigt und will nicht auf dem Hofkonzert auftreten. Schließlich aber ändert sie ihre Meinung. Im Gegenzug verlangt sie, dass man nach ihrem Vater suche. Der Bürgermeister wird mit der Suche beauftragt. Schließlich gibt Christine das Konzert ihres Lebens. Um das Happy End vollkommen zu machen, darf sie auch noch Leutnant von Arnegg heiraten und findet schließlich ihren Vater: Es ist der Landesherr höchstpersönlich, der einst ein trautes Stelldichein mit Christines Mutter, der Sängerin Sylvia Bursetta, gehabt hatte. Der Fürst will sich fortan intensiv um seine Tochter kümmern.

## Produktionsnotizen
Die Vorarbeiten zu Das kleine Hofkonzert begannen bereits im Juni 1944 mit der Erstellung der Filmbauten. Seit dem 25. Juli 1944 wurde gedreht, die Aufnahmen im November desselben Jahres beendet. Außendrehorte waren Rothenburg ob der Tauber, Coburg und Bayreuth (Festspielhaus). Gegen diese Außendreharbeiten hatten anfänglich sowohl die Denkmalschutzbehörde als auch der Gauleiter Fritz Wächtler erhebliche Einsprüche geltend gemacht; die dadurch entstandenen Probleme konnten nur zum Teil gelöst werden. Bei Kriegsende befand sich der Streifen in der Musiksynchronisation.
Die DEFA stellte den Film für die sowjetische Verleihfirma Sovexport fertig. Im Dezember 1948 kam es dann in Schweden zur Erstaufführung. Die sowjetische Militärzensur gab Das kleine Hofkonzert im März 1949 für ein Publikum ab 14 Jahren frei, die FSK ließ den Streifen am 20. Dezember 1949 ab 12 Jahren zu. Die Uraufführung war am 15. April 1949 in Ostberlin, im Westteil der Stadt sah man den Film erstmals am 20. September 1949. Die bundesdeutsche Erstaufführung erfolgte am 1. April 1950 in Mannheim. Am 23. Dezember 1957 war der Streifen erstmals auf deutschen Bildschirmen zu sehen; sowohl in der ARD als auch im Deutschen Fernsehfunk.
Herstellungsgruppenleiter Fritz Klotzsch übernahm auch die Produktionsleitung. Die Bauten stammen von Otto Erdmann und wurden von Franz F. Fürst umgesetzt.
Elfie Mayerhofer sang den Titel „War nur ein Lächeln, ein kleines Lächeln“. Der Film erhielt vom Bundesland Nordrhein-Westfalen das Prädikat „künstlerisch hoch stehend“.
Bei Das kleine Hofkonzert handelt es sich bereits um die zweite Verfilmung des 1935 veröffentlichten Bühnenstücks. Bereits 1936 hatte Detlef Sierck die Geschichte unter dem Titel Das Hofkonzert erstmals verfilmt.

## Kritiken
Paimann’s Filmlisten resümierte: „Idyllisches aus einer biedermeierlichen Residenz, kaum Weltbewegendes, liebenswürdig dargeboten (…) leichte, angenehme Unterhaltung.“

„Graziöse musikalische Komödie mit malerischer Optik, die Spitzweg-Bildern nachempfunden ist. Mit milder Ironie werden die Kabalen und die geistige und moralische Enge der Duodez-Höfe dargestellt.“